# Muzeum Regionalne Braci Chmielarskich w Krzepicach
Muzeum Regionalne Braci Chmielarskich w Krzepicach – prywatne muzeum, mieszczące się w Krzepicach (powiat kłobucki). Placówka jest własnością braci: ks. Wacława Chmielarskiego (zm. 12 lutego 2013 roku) oraz Zygmunta Chmielarskiegio. Mieści się w ich prywatnym domu.
W muzeum powstałym w 1991 roku wystawiane są pamiątki historyczne, gromadzone od lat 60. XX wieku. W zbiorach można odnaleźć eksponaty związane ze sztuką sakralną, rzeźbą ludową, rzemiosłem artystycznym (m.in. szafa grająca, pochodząca z Indii), górnictwem i hutnictwem, stroje wojskowe i ludowe, militaria z I i II wojny światowej oraz pamiątki po Józefie Piłsudskim. Wśród najciekawszych eksponatów znajdują się:
- fragment tureckiego namiotu z bitwy wiedeńskiej w 1683 roku,
- marmurowy stół, przy którym ponoć w 1873 roku car Aleksander II oraz cesarze: Wilhelm I oraz Franciszek Józef I przyjęli konwencję Sojuszu Trzech Cesarzy,
- fragment łańcucha wraz z kłódką, którym w 1967 roku, podczas obchodów Milenium chrztu Polski, funkcjonariusze Służby Bezpieczeństwa zamknęli bramę katedry w Sosnowcu, by uniemożliwić wiernym wejście do świątyni.

Zwiedzanie muzeum odbywa się po uprzednim telefonicznym uzgodnieniu z właścicielem.